# Tubilustrium
Tubilustrium – rzymskie święto obchodzono w ciągu roku dwukrotnie:
- 23 marca – ku czci boga wojny Marsa, podczas którego oczyszczano trąby wojenne, co miało przynieść zwycięstwo w bitwach;
- 23 maja[1] – jako święto muzyków, ku czci Wulkana odpowiedzialnego za proces wytwarzania trąb, podczas którego święcono trąby i trąbki używane najczęściej podczas ceremonii publicznych i religijnych.